# 전투견

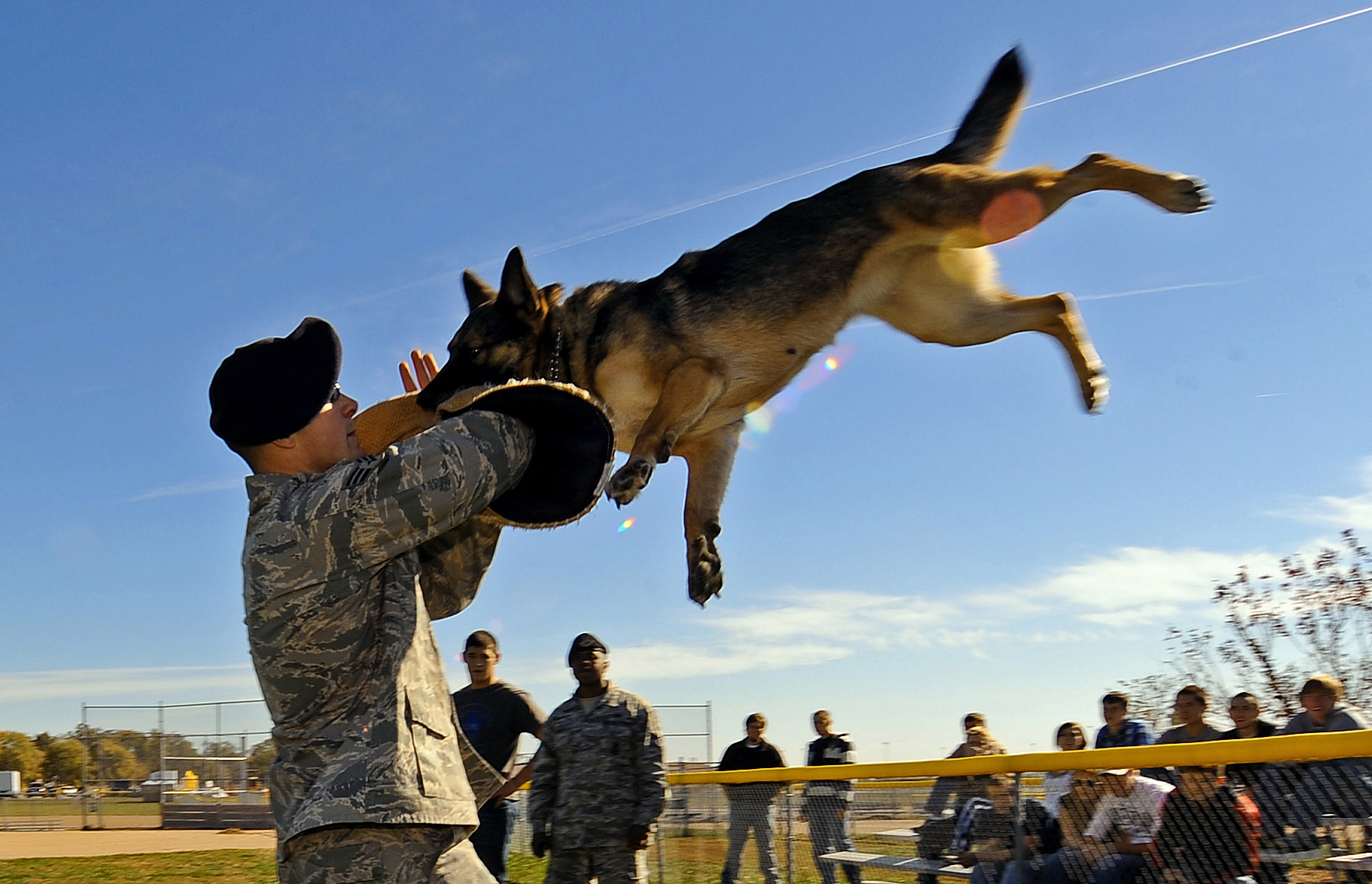

전투견(戰鬪犬, attack dog)은 명령에 따라 사람을 공격하도록 훈련된 개이다. 군대와 경찰 등 다양한 분야에서 이용된다.
전투견은 명령, 시각 또는 추론된 도발에 따라 사람을 공격하도록 훈련된 개이다. 사람, 영토 또는 재산을 방어하는 데 사용된다. 전투견은 역사 전반에 걸쳐 활용되어 왔으며 오늘날 주로 경찰과 군대의 역할에 사용된다. 그들은 또한 개와 관련된 수많은 사건과 사망에 연루되었다.

## 역사
기록된 역사 초기에 목표물을 공격할 목적으로 개를 훈련시켰다는 기록이 있다. 가장 잘 기록된 고대 용도 중 하나는 아테네인과 코린트인 사이의 전투에서였다. 이 전투에서 개는 요새를 감시하는 데 사용되었으며 적의 공격에 맞서는 데 실패했음에도 불구하고 잠자는 병사들에게 공격을 경고할 수 있었다. 고대 로마인들은 베르셀레 전투에서 개 떼가 승리를 지연시킨 후 처음으로 개를 무기로 사용했다. 로마인들은 전투개를 훈련시켰을 뿐만 아니라 맹렬한 공격을 위해 전투견을 사육하기도 했다. 이것의 효과는 로마의 박물학자이자 작가인 가이우스 플리니우스 세쿤두스에 의해 기록되었는데, 그는 동물들이 칼과 맞서더라도 물러서지 않을 것이라고 썼다. 로마의 전투견들은 적을 대형에서 몰아낼 수 있도록 날카로운 가시로 덮인 금속 갑옷을 입었다.
나폴레옹은 뛰어난 감각을 발휘하기 위해 개를 활용하여 현대의 보초견과 유사한 역할을 맡게 했다. 미국에서 처음으로 전투견 사용을 제안한 사람은 벤저민 프랭클린이다. 아파르트헤이트 하의 남아프리카 공화국에서는 남아프리카 국방군이 게릴라와 싸우기 위해 실험적인 전투견으로 늑대개 잡종을 사용했다.

## 같이 보기
- 군용견
- 번견